# Пятьсот рублей
Пятьсо́т рубле́й (500 рубле́й) (разг. пятихатка, петенька, фиолет, устар. пётр) — банкнота, гораздо реже монета, Российской империи, СССР, Российской Федерации — России, и многих государств на их территории номиналом 500 рублей.
В 1898—1916, с 1 января 1998 по 31 декабря 2000 — самая крупная банкнота по номиналу в России.
Впервые за всю историю России банкнота такого большого номинала была разработана в 1897 году; в 1898 выпущена в обращение. Другой вариант выпущен в 1912 году.
Банкноты достоинством в 500 рублей выпускались также в 1918, 1919, 1920, 1921, 1922, 1923, 1991, 1992, 1993, 1997 годах как центральным правительством страны (Народным комиссариатом финансов РСФСР и Народным комиссариатом финансов СССР, Госбанком Временного правительства и СССР, Центробанком РФ), так и различными сепаратистскими образованиями на территории России (Донским Кругом, Кубанской Радой, Вооружёнными Силами Юга России, Северо-Западной армией Юденича, Дальневосточной республикой и др.)
Также выпускалась Белоруссией в 1992—1999 и вновь выпущена в 2016 году, Латвией в 1992, Приднестровьем в 1994—1999 и Таджикистаном в 1995.
Являлась самой крупной банкнотой Российской империи, на данный момент является самой крупной банкнотой Белоруссии; разменной банкнотой различных образований на территории Российской империи и СССР; также банкноты этого номинала выпускаются с 1992 года по настоящий момент Центральным банком Российской Федерации.
26 ноября 2012 года ЦБ РФ выпустил серебряную памятную монету номиналом 500 рублей, посвящённую 200-летию победы России в Отечественной войне 1812 года (5 килограммов чистого серебра, тираж — 50 экз.).

## Общегосударственные выпуски банкнот
| Изображение                                      | Изображение       | Размеры (мм) | Основные цвета   | Описание | Описание                                  | Описание                             | Даты            | Даты          |
| Лицевая сторона                                  | Оборотная сторона | Размеры (мм) | Основные цвета   | Лицевая сторона | Оборотная сторона                         | Водяной знак                         | введения        | изъятия       |
| ------------------------------------------------ | ----------------- | ------------ | ---------------- | --- | ----------------------------------------- | ------------------------------------ | --------------- | ------------- |
|                                                  |                   | 275×127      | белый            | номинал цифрами и прописью, пояснительные надписи                                                                  | портрет Петра I, номинал                  | есть                                 | 1913            | 1922          |
|                                                  |                   | 155×106      | серый            | номинал цифрами и прописью, пояснительные надписи                                                                  | герб России, номинал цифрами и прописью   | есть                                 | 1918            | 1922          |
|                                                  |                   | 110×75       | серо-оливковый   | номинал цифрами и прописью, пояснительные надписи                                                                  | герб РСФСР, номинал цифрами и прописью    | есть                                 | 1919            | 1922          |
|                                                  |                   | 86×48        | синий            | герб РСФСР, номинал цифрами и прописью                                                                             | орнамент                                  | есть                                 | 1921            | 1922          |
|                                                  |                   | 195×108      | тёмно-серый      | герб РСФСР, номинал цифрами и прописью                                                                             | номинал, текст условий деноминации        | есть                                 | 1922            | 1923          |
|                                                  |                   | 155×105      | жёлто-серый      | герб РСФСР, номинал цифрами и прописью                                                                             | номинал, текст условий деноминации        | есть                                 | 1923            | 1924          |
|                                                  |                   | 144×71       | красный бордовый | надпись «Билет Государственного банка СССР», портрет В. И. Ленина в профиль, герб СССР, номинал цифрами и прописью | здание президиума ВС СССР, Спасская башня | В. И. Ленин                          | 24 декабря 1991 | 26 июля 1993  |
|                                                  |                   | 144×71       | красный бордовый | надпись «Билет Государственного банка СССР», портрет В. И. Ленина в профиль, герб СССР, номинал цифрами и прописью | здание президиума ВС СССР, Спасская башня | тёмные и светлые 5-конечные звёзды   | 1 июля 1992     | 26 июля 1993  |
|                                                  |                   | 130×57       | зелёный          | Сенатская башня Московского Кремля и Российский флаг на куполе здания Сената                                       | Военная школа имени ВЦИК, Спасская башня  | 5-конечные звёзды и волнистые полосы | 25 января 1993  | 1 января 1999 |
|                                                  |                   | 150×65       | фиолетовый       | памятник Петру I на фоне парусника и здания Морского речного вокзала в Архангельске                                | Соловецкий монастырь                      | «500», Пётр I                        | 1 января 1998   | в обращении   |
|                                                  |                   | 150×65       | фиолетовый       | памятник Петру I на фоне парусника и здания Морского речного вокзала в Архангельске                                | Соловецкий монастырь                      | «500», Пётр I                        | 1 января 2001   | в обращении   |
|                                                  |                   | 150×65       | фиолетовый       | памятник Петру I на фоне парусника и здания Морского речного вокзала в Архангельске                                | Соловецкий монастырь                      | «500», Пётр I                        | 16 августа 2004 | в обращении   |
|                                                  |                   | 150×65       | фиолетовый       | памятник Петру I на фоне парусника и здания Морского речного вокзала в Архангельске                                | Соловецкий монастырь                      | «500», Пётр I                        | 6 сентября 2011 | в обращении   |
| Масштаб изображений — 0,75 пикселя на миллиметр. |                   |              |                  | |                                           |                                      |                 |               |

## Современные банкноты
Рисунок банкноты 500 рублей образца 1997 года, как и все банкноты серии, полностью повторяет неденоминированную банкноту Центробанка России образца 1995 года номиналом 500 000 рублей.
Банкнота посвящена Архангельску. На лицевой стороне банкноты изображен памятник Петру Великому (работы М. М. Антокольского) и парусник на фоне морского и речного вокзала, а на обратной — панорама Соловецкого монастыря.

## Другие ценные бумаги номиналом в 500 рублей
Периодически, кроме банкнот, выпускались и иные ценные бумаги номиналом в 500 рублей. Некоторые из них участвовали в денежном обращении в качестве платёжных средств. Так, выпущенные Временным правительством в 1917 году облигации Займа Свободы в 1918 году декретом Совнаркома РСФСР из-за острой необходимости в денежных знаках были выпущены в обращение. Хотя декрет касался только облигаций номиналом в 100 рублей и менее, но различные региональные и местные власти выпускали в обращение и облигации более крупных номиналов, в том числе и 500-рублёвые.
В СССР для некоторых категорий граждан в определённые периоды, наряду с банкнотами (максимальный номинал которых с 1947 года был в 100 рублей), имело место применение в качестве платёжного средства (в том числе для выплаты части заработной платы) чеков Внешпосылторга и Внешторгбанка (с октября 1977 года), имевших в номинальном ряду номинал 500 рублей.
Номинальный ряд облигаций внутренних государственных займов СССР и России некоторых выпусков включал номинал в 500 рублей.

## Исторические факты
- Пятисотрублёвые банкноты с изображением Петра Первого в России исторически, с конца XIX века, назывались петеньками.
- На банкноте 1898 года портрет Петра Первого с той же скульптуры Антокольского, что и на современной банкноте. Остроумным способом Антокольский обратил внимание министра финансов С. Ю. Витте на вопрос неурегулированности их отношений в части авторских прав. В марте 1900 года Антокольский написал Витте из Парижа: «… Будучи недавно в Петербурге, мне случилось видеть новые пятисотрублевые кредитные билеты с изображением портрета императора Петра I со статуи моей работы. Я был очень польщён такой честью, которая редко выпадает художникам при их жизни. Но так как обыкновенно издатели имеют любезность посылать автору известное количество экземпляров, то не будет ли ваше высокопревосходительство столь милостивы сделать распоряжение об оказании и мне подобной же любезности, которою были бы очень довольны мои кредиторы, да и я не меньше…». Министр финансов отдал распоряжение директору Экспедиции заготовления государственных бумаг князю Б. Б. Голицыну о выделении Антокольскому четырёх кредитных билетов пятисотрублёвого достоинства[7].
- Пятихатками (или пятихатниками) просторечно называли и называют до сих пор не только банкнот в пятьсот рублей (царского, некоторых краевых правительств, нынешней России с 1998 года), но и 500 000 рублей Центробанка России 1997 — 1.01.1998 и 500 рублей России с 1.01.1998.[8] Произошло это название предположительно от искаженного «пятикатка», то есть пять «Кать», «катеринок» («Катенька» — банкнота в сто рублей)[9][10].
- На российской банкноте модификации до 2010 года церкви Соловецкого монастыря, изображённые на банкноте, увенчаны не куполами, а четырёхскатными крышами. Такой вид они имели после пожаров 1923 и 1932 годов, а уже в 1980-х купола были восстановлены реставраторами. Таким образом, на банкноте изображен скорее не монастырь, а помещавшийся на его территории Соловецкий лагерь особого назначения — одно из подразделений ГУЛАГа. Кроме того, двухмачтовое судно (такого класса суда никогда не использовались монахами и местными жителями), направляющееся к монастырю-лагерю, также не может находиться там, где оно изображено, поскольку на самом деле на банкноте представлен вид не с моря, а с противоположной стороны — тесного Святого озера на острове Соловецкий, судоходство по которому невозможно[11]. В 2011 году Банк России выпустил новую модификацию банкноты 500 рублей, где изображение Соловецкого монастыря совершенное иное, с другого ракурса, с куполами и без судна[12].

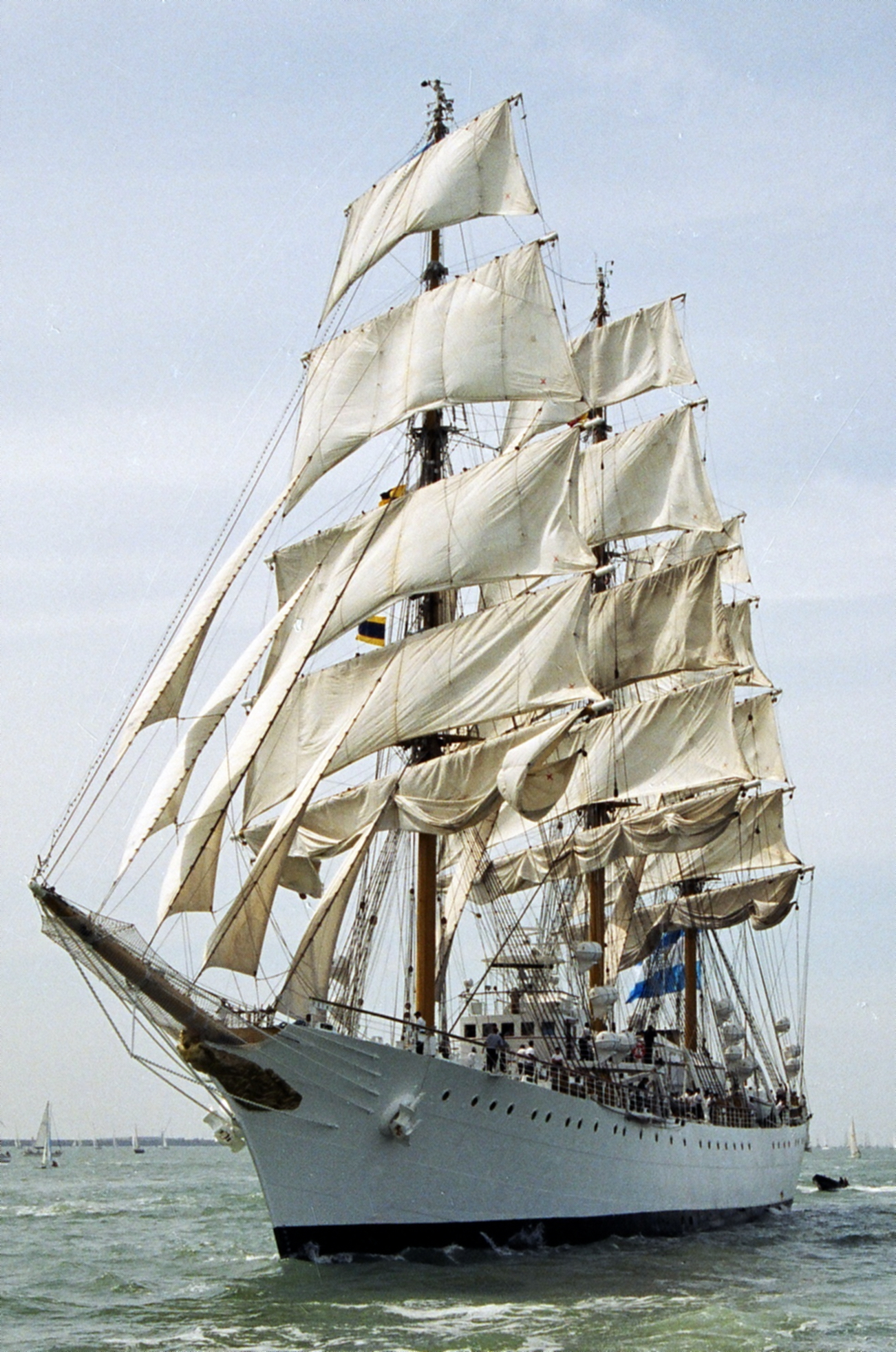
Трёхмачтовый корабль «Либертад», изображённый на 500-тысячной и 500-рублёвой банкнотах

- Существуют неверные мнения, что изображённый на обратной стороне той же банкноты трёхмачтовый парусник — барк «Седов»[13][14], приходивший в Архангельск в 1984 году на 400-летие города (на самом деле он имеет четыре мачты) или шхуна «Запад», до 2005 года бывшая музеем[15]. Хотя в официальном ответе Департамента наличного денежного обращения Центробанка России утверждается[16], что на модификацию 2010 года был помещён обобщённый образ, созданный художниками из изображений нескольких парусников, бывший главный художник «Гознака» Игорь Крылков признал, что в последний момент (перед утверждением дизайна 500-тысячной банкноты 1997 года) заменяя не удовлетворившее ЦБ современное речное судно, перерисовал с фотографии[17] никогда не заходивший в российские воды учебный корабль ВМС Аргентины «Либертад»[18].
- В 1995 году на Санкт-Петербургском монетном дворе были отчеканены пробные монеты достоинством 500 рублей, которые так и не были пущены в обращение[19].

## Галерея исторических банкнот

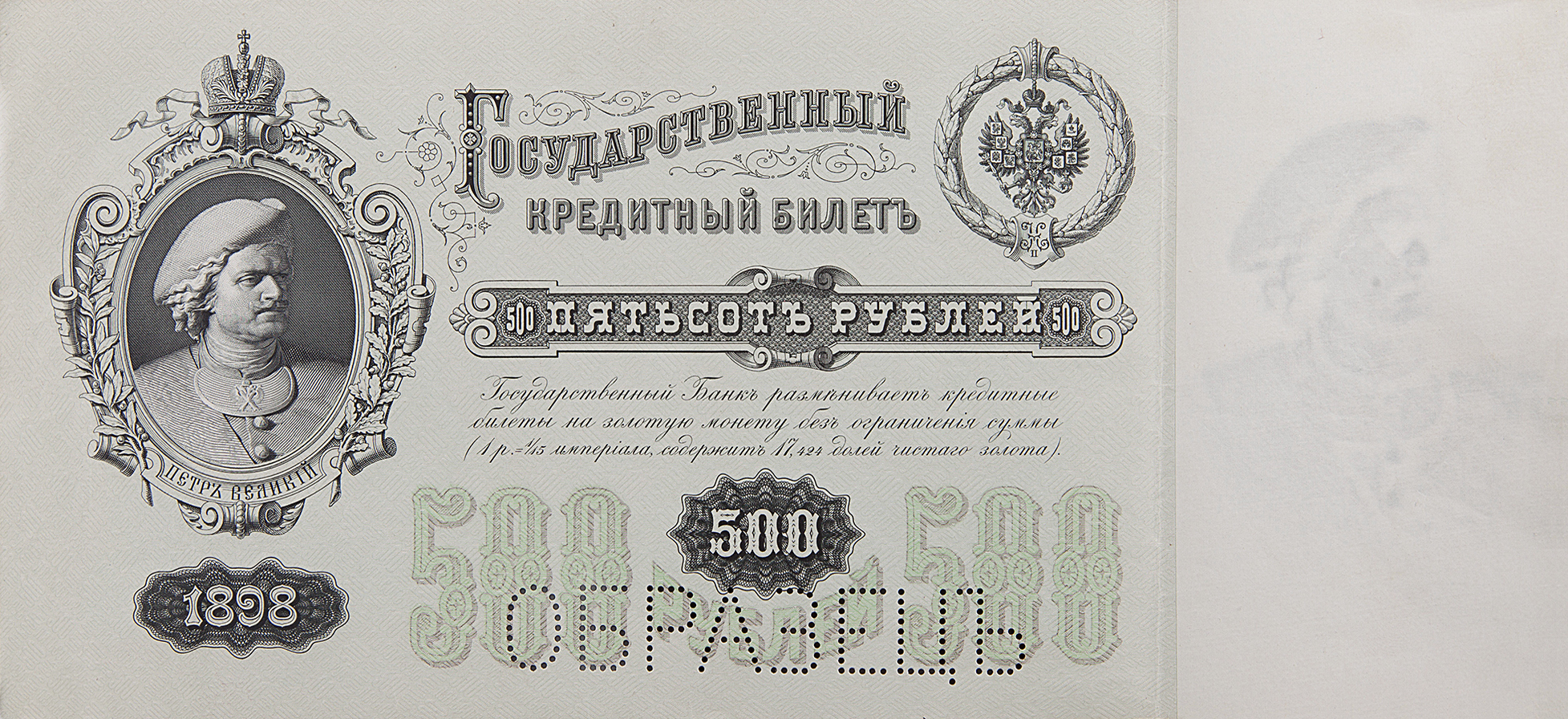
Пётр Первый на петеньке — самой крупной банкноте Российской империи, 1898, лицевая сторона
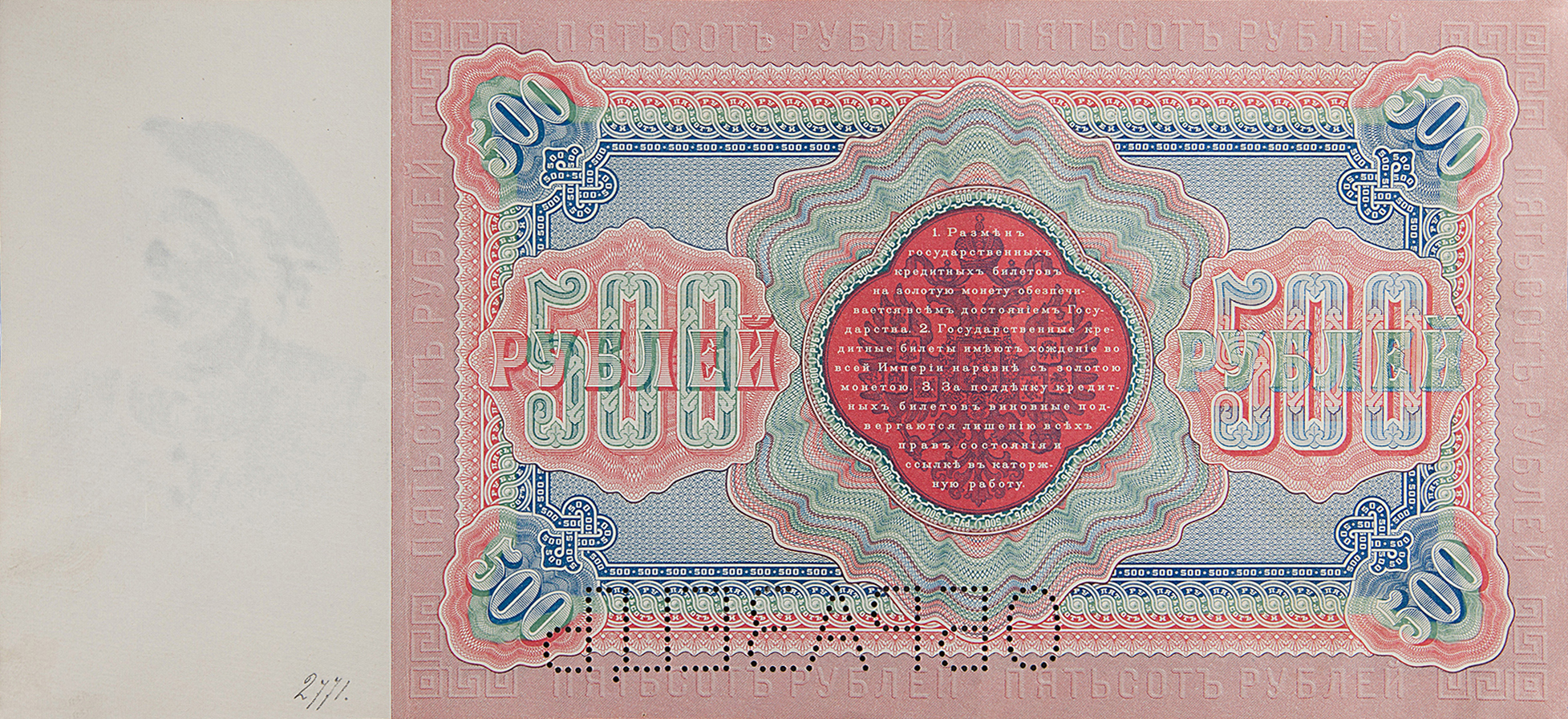
500 рублей Российской империи, 1898, оборотная сторона
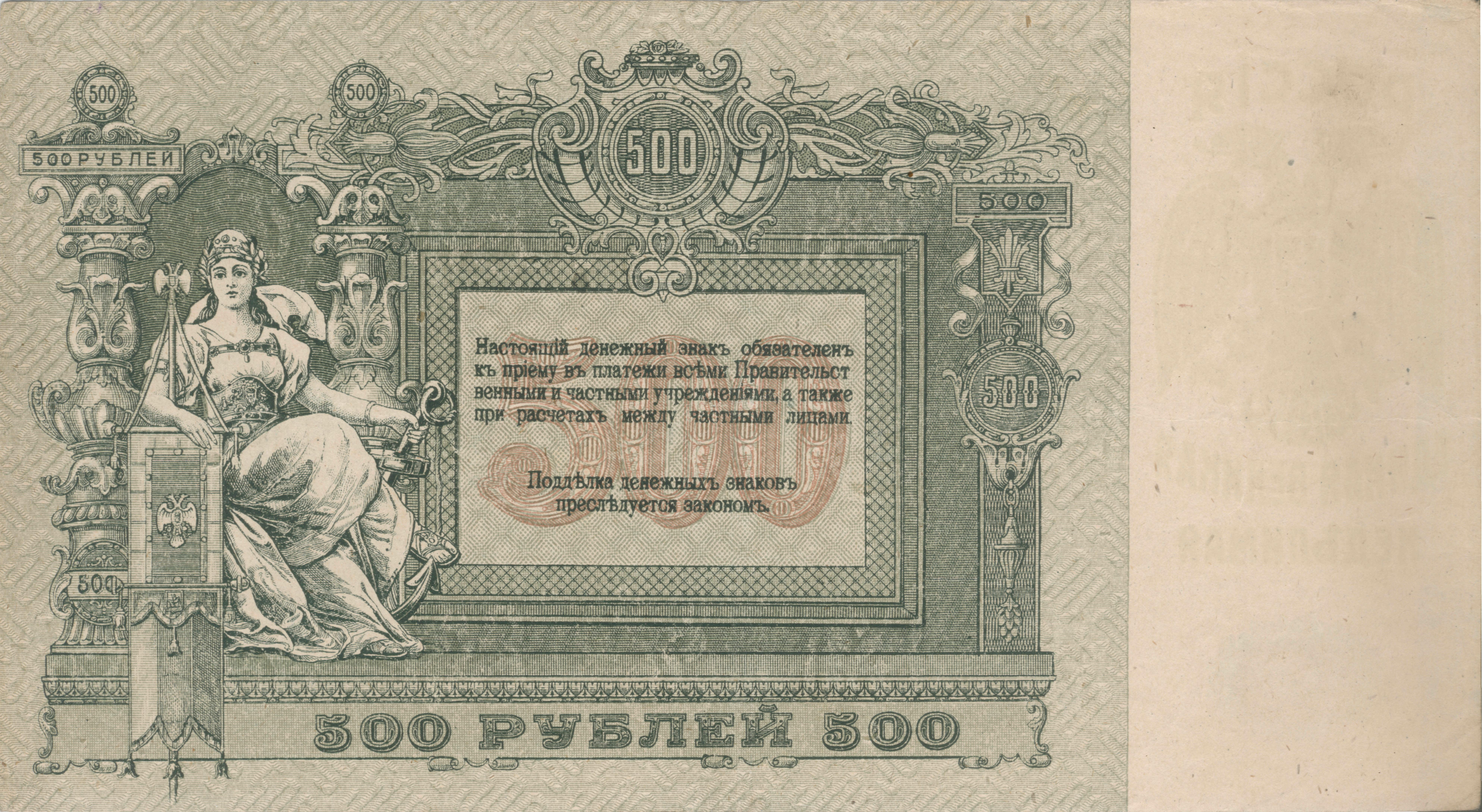
Донские 500 рублей, 1918, лицевая сторона
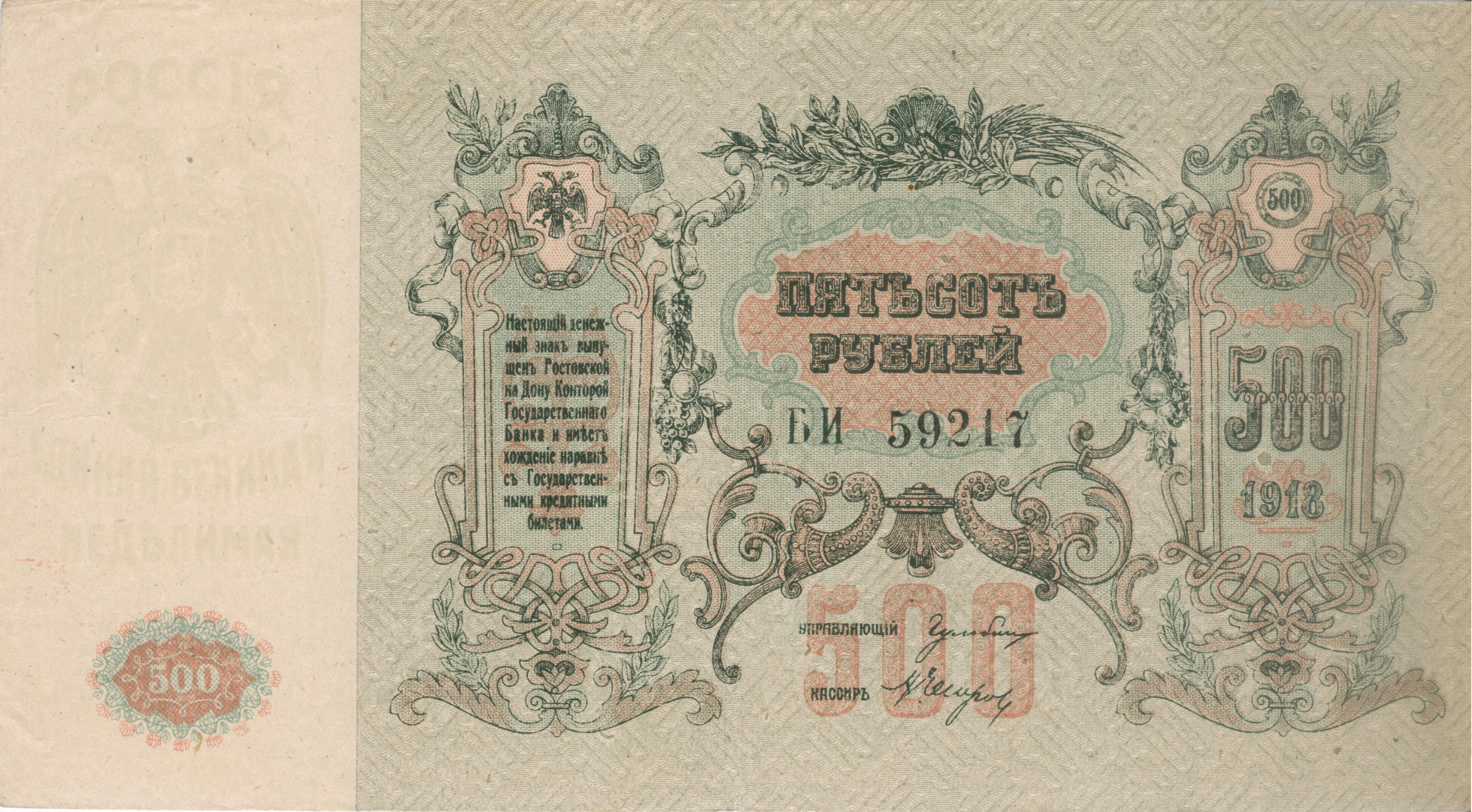
То же, оборотная сторона
Латвийские 500 рублей, лицевая сторона (1992)
Латвийские 500 рублей, оборотная сторона (1992)
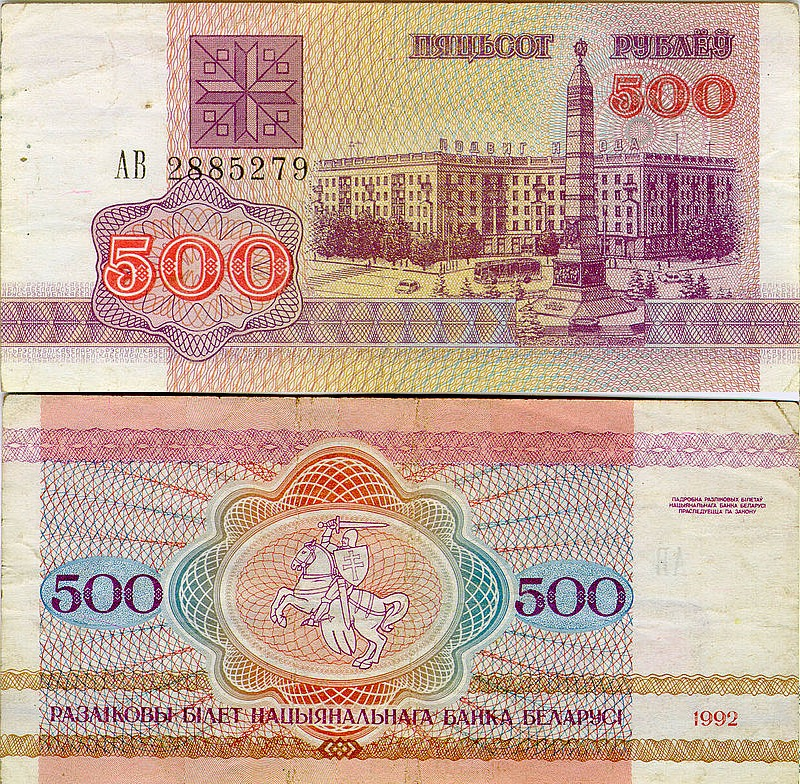
Белорусские 500 рублей (1992)
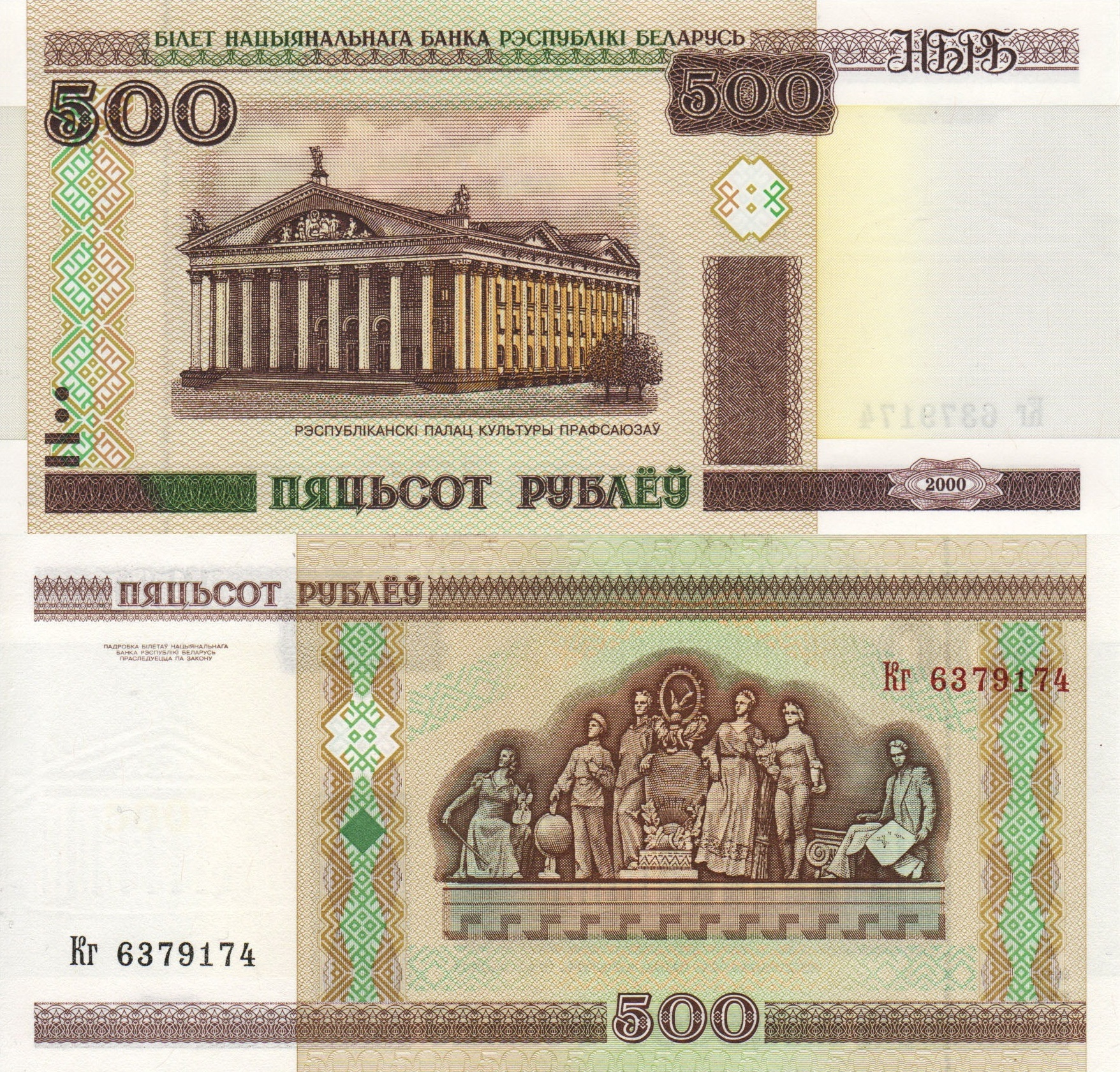
Белорусские 500 рублей (2000)
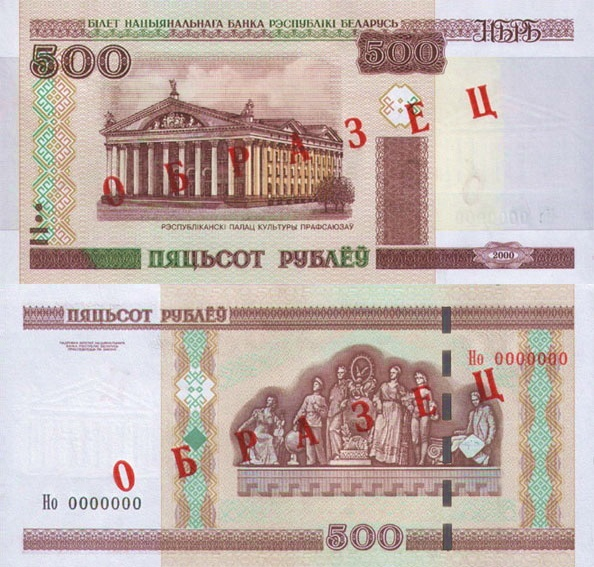
Белорусские 500 рублей (2011)
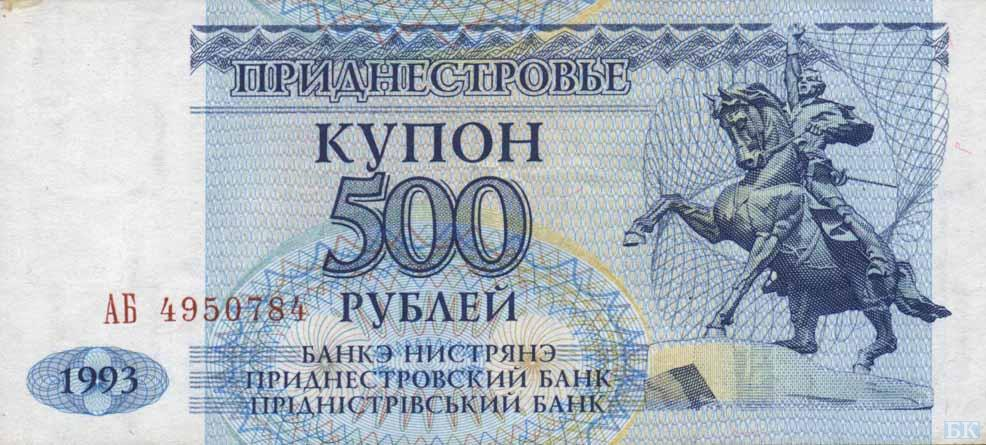
Приднестровские 500 рублей, лицевая сторона (1993)
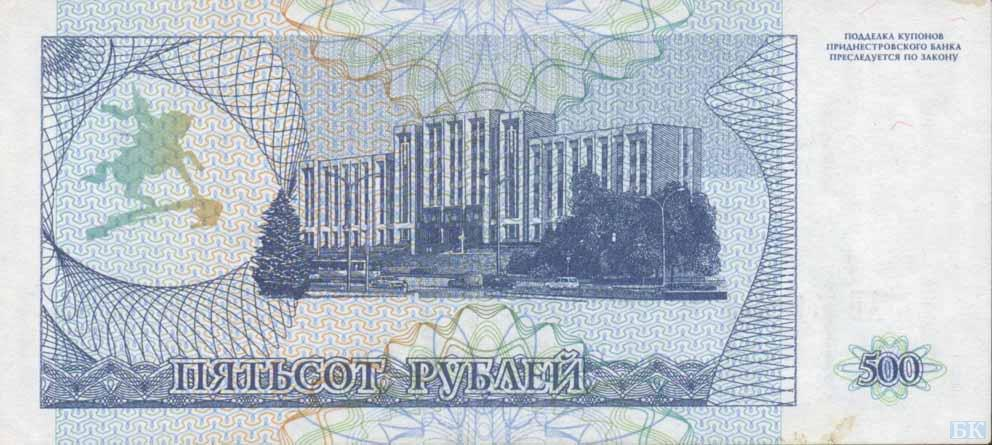
Приднестровские 500 рублей, оборотная сторона (1993)
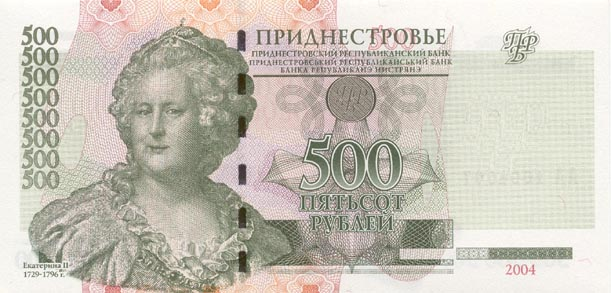
Приднестровские 500 рублей, лицевая сторона (2004)
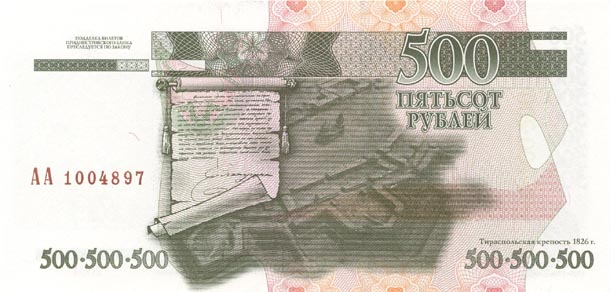
Приднестровские 500 рублей, оборотная сторона (2004)
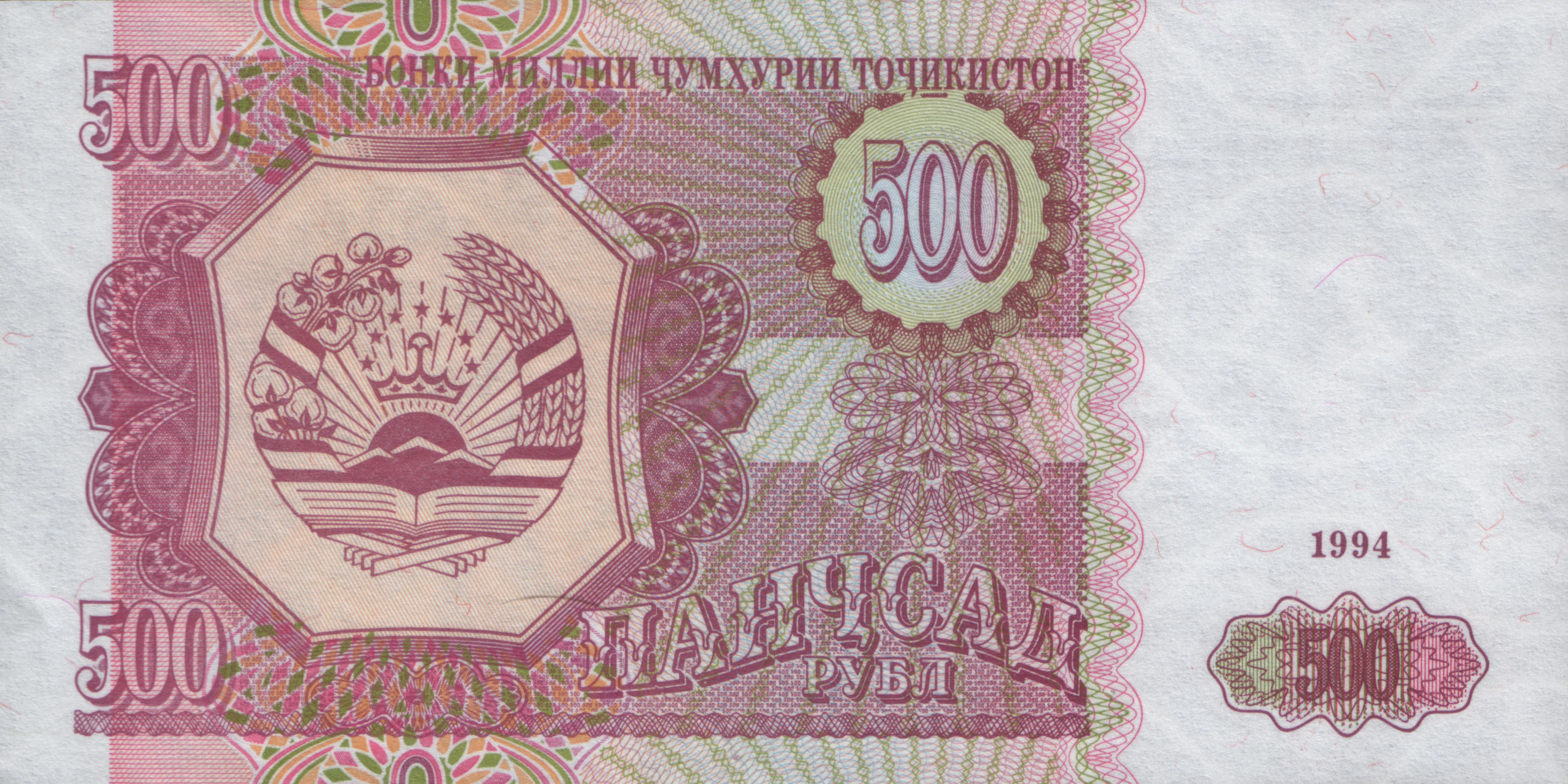
Таджикские 500 рублей, лицевая сторона (1994)
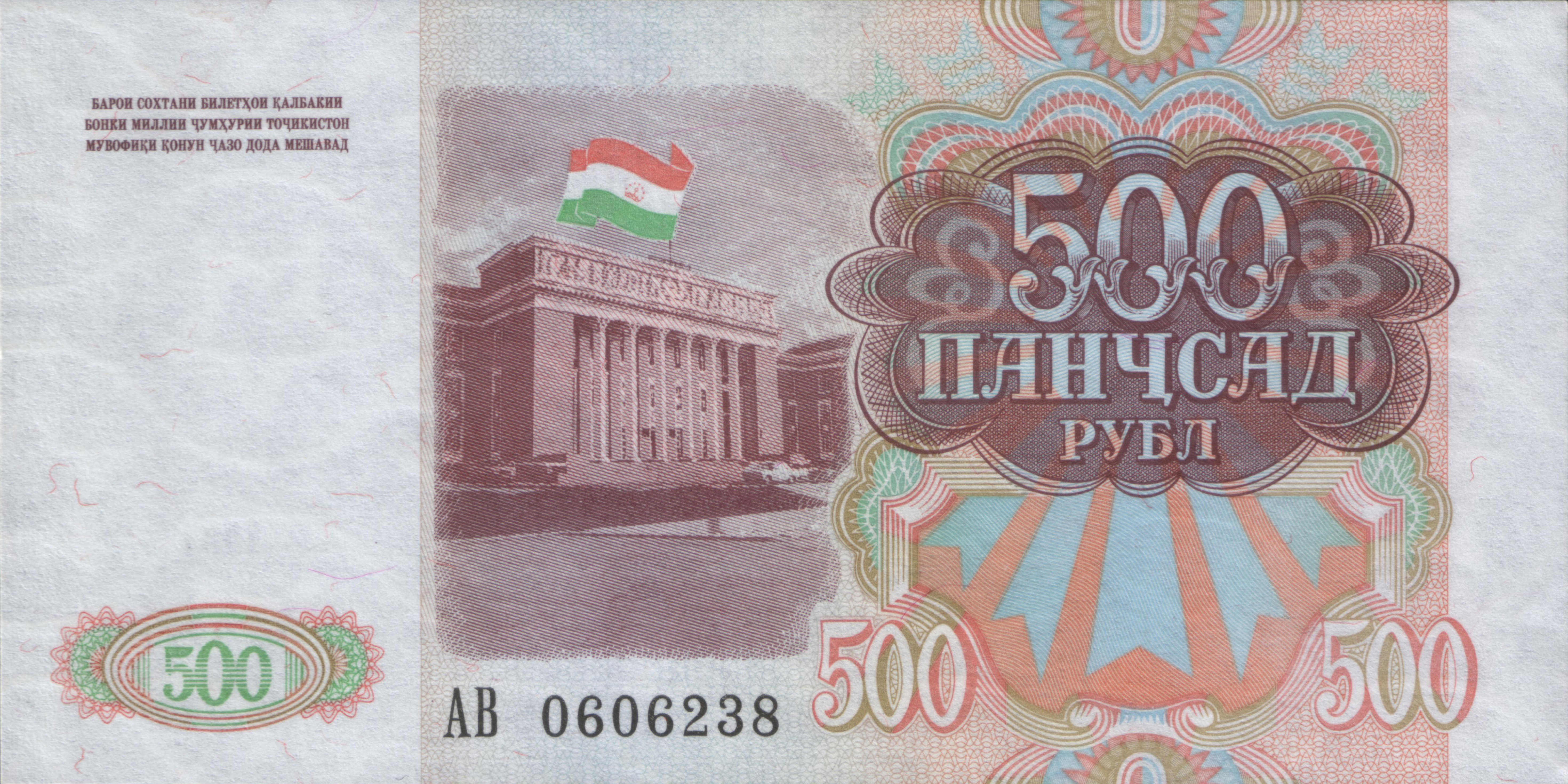
Таджикские 500 рублей, оборотная сторона (1994)

## Галерея монет

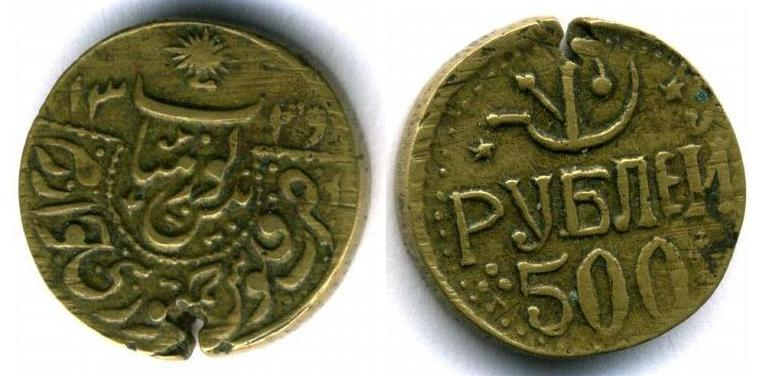
Монета 500 рублей Хорезмской НСР (бронза, 1922[20][21][22])
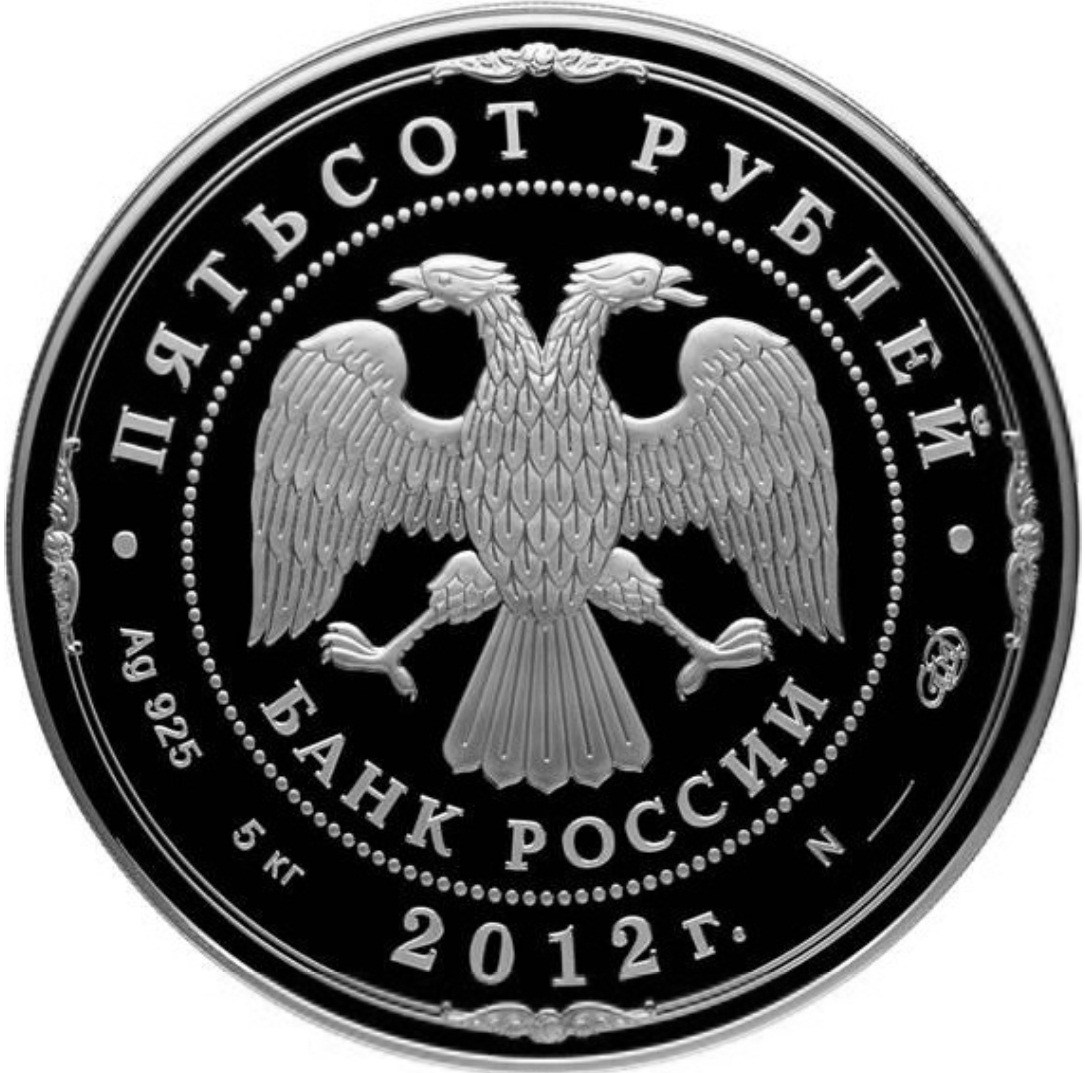
Памятная серебряная монета ЦБ РФ номиналом в 500 рублей из серии «200-летие победы России в Отечественной войне 1812 года», лицевая сторона (2012)
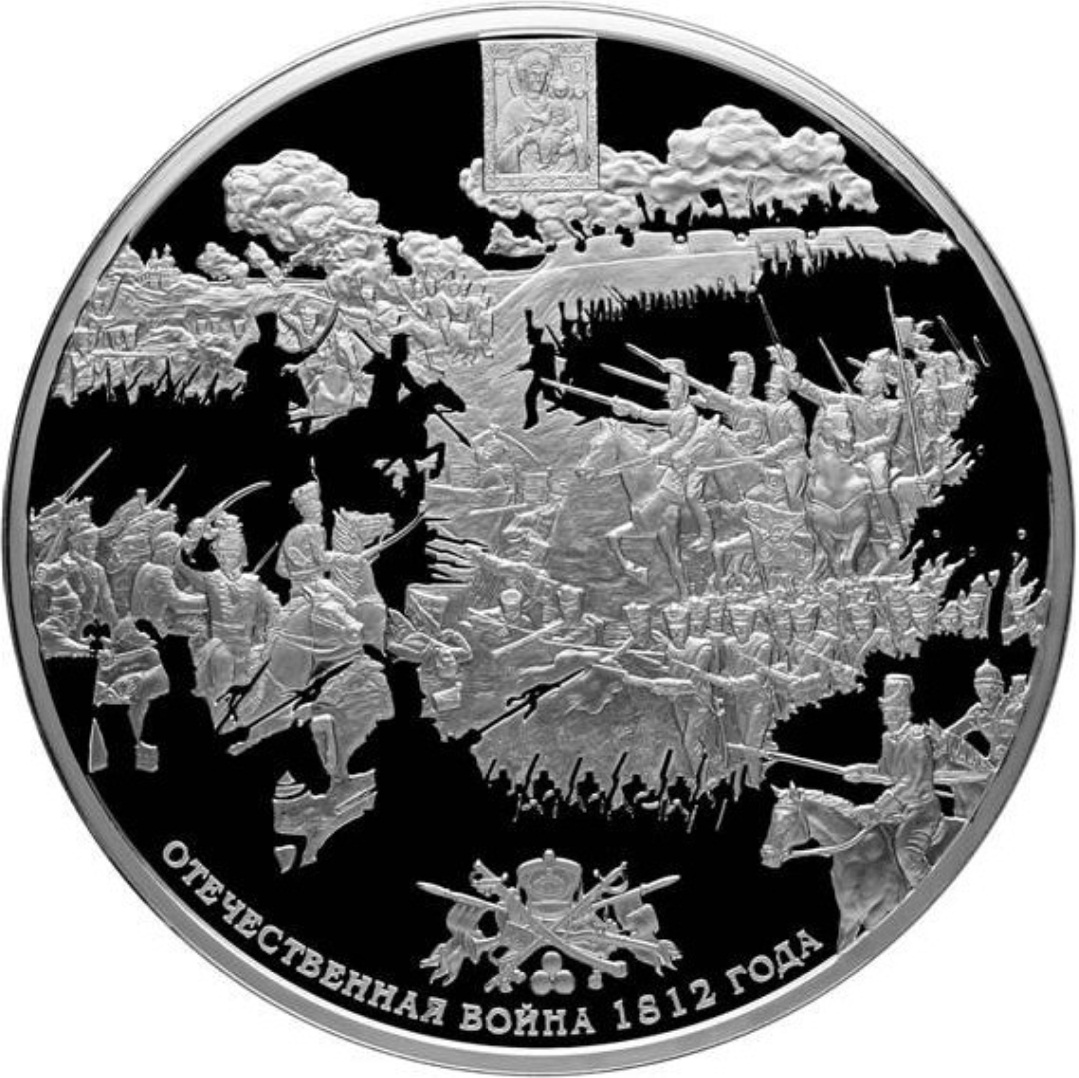
Памятная серебряная монета ЦБ РФ 500 рублей, оборотная сторона (2012)